# 한국인터넷신문방송기자협회
한국인터넷신문방송기자협회(Korea internet newspaper broadcasting association)(회장 전병길)는 대한민국의 중견언론단체이다. 2004년 7월 1일 창립하였다.
본 협회는 인터넷을 통한 보도전문기자들의 권익과 직무개발, 전문 언론인간의 뉴스정보 교환 및 연대, 기사공유라는 목표를 갖고 발족한 국내 최대 인터넷 언론단체이다.
협회 공식홈페이지는 www.kinba.net이다.

## 소 개

### 디지털미디어시대의 '꽃', 인터넷신문방송시대의 서막을 알리다.
한국인터넷신문방송기자협회(중앙회장 전병길)의 전신은 사회 공영이념으로 올바른 언론문화 창달과 인터넷 언론의 건전한 발전, 국민의 알권리 충족이라는 창립이념으로 2004년 7월 발족한 통신기자협회다.
본 협회는 언론자유를 침해하는 내·외부의 어떤 간섭과 압력에도 굴하지 않으며, 언론자유를 위협하는 개인이나 집단에 대해서 단호히 대처하는 독립 언론단체다.
한국인터넷신문방송기자협회는 매년 주최하는 '한국인터넷신문방송기자 대상 시상식 및 대한민국 공정사회발전 대상식을 통하여 언론의 ‘노블레스 오블리주’를 실천이상으로 삼고 디지털 시대에 꼭 필요한 건전하고 미래지향적인 언론문화 창달에 힘쓰고 있다.
“한국인터넷신문방송기자 대상”은 뛰어난 보도활동과 함께 언론발전에 기여한 업적이 뚜렷한 언론사와 기자에게 매년 시상하고 있다.
“대한민국 공정사회발전 대상”은 사회 각 분야에서 다양한 형태로 공정한 사회발전에 공헌한 유공자를 널리 발굴하고 포상함으로써 공정사회발전 문화 확산과 함께 건강하고 행복한 사회를 실현하는데 목적이 있다.
한국인터넷신문방송기자협회 전병길 중앙회장은 지난 2015년 11월 24일 한국인터넷신문방송기자협회 주최로 국회에서 대한민국 공정사회발전대상식을 개최하여 인터넷언론인들이 한자리 모여 기자윤리강령 선포식을 갖고 "우리(기자)는 국민에게 진실을 알릴 의무를 지니며, 공정보도와 진실보도를 실천하는 사명을 갖고 있다" 며 "우리(기자)는 온갖 권력으로부터 부당한 억압을 거부하고, 스스로 언론의 자유와 독립을 지키기 위해 노력한다"고 선언했다.
또한 "공정언론인의 사명"을 결의하여, 언론의 자유 못지않게 공정보도를 전제로 한 언론의 사회적, 윤리적 책임 또한 중대함을 강조한 바 있다.

## 상

### 한국인터넷신문방송기자 대상
한국인터넷신문방송기자협회는 인터넷을 기반으로 한 방송, 신문 등 인터넷 언론매체에 한국인터넷신문방송기자 대상을 시상하고 있다. 한국인터넷신문방송기자 대상은 사회적 이슈와 현안 과제들을 깊이있고 정확하게 취재보도하여 언론 및 사회발전에 크게 기여한 인터넷 기반 언론인을 부문별로 선정된다.

### 대한민국 공정사회발전대상
시상부문은 정치, 경제, 사회, 교육, 복지, 지역발전, 문화, 체육 등으로 구성되어 있다. 심사에는 한국인터넷신문방송기자협회의 저명한 심사위원들이 담당, 엄선한다. 접수는 공개적으로 신청을 받거나 관련단체의 추천을 통해 이루어지며 대한민국에 대한 공헌도를 우선 채점하고 대외적신임도와 사회봉사내역, 윤리적 방향성 등이 포함, 가산됩니다. 최종적으로 매겨진 점수를 8할로 볼 때 한국인터넷기자협회 회원들의 의견을 2할 반영하여 시상자가 결정된다.

## 회원사
협회 회원사로 400여개의 온·오프라인 미디어와 30여개의 협력 단체 및 회사가 참여하고 있다.
| - 아시아뉴스통신 - 내외뉴스통신 - 내외경제TV - 민주신문 - 내외뉴스 - 세계로컬신문 - KBC방송365 - 한국프랜차이즈산업신문 - CN채널뉴스 - NEWS경북 - 환경방송 - KBC국정방송 - 경기도민신문 - 시사N - 시사동아 - 검찰TV - 폴뉴스 - 한강일보 - 글로벌디펜스뉴스 - 기독교사랑방송 - 한국불교방송 - 자유방송 - 정치닷컴 - 한국인권신문 - 한국장애인신문 - 한국대리운전신문 - 해피TV - 내외신문 - 기업일보 - 기업신문 - 일반경제신문 - 노동일보 - 일요저널 - 독학일보 - 뉴스컬쳐 - 서울e조은뉴스 - 이서울포스트 - 일간미디어타임즈 - 경인저널 - 인천신문 | - 신문고뉴스 - KJT뉴스 - 미디어이슈 - 파이낸셜경제 - 서울일보 - 세계타임즈 - 부자동네타임즈 - 국악디지털신문 - 가평투데이 - 경기도민신문 - 경기IN - 대구영남신문 - 충청인터넷신문 - 충남도민일보 - 브레이크뉴스 부산경남 - 브레이크뉴스 울산경남 - 브레이크뉴스 강원 - 진주뉴스 - 밀양뉴스 - 부천미래신문 - 부산인터넷뉴스 - 우리들뉴스 - 와이즈뉴스 - 엑스포뉴스 - 시사미디어투데이 - 시사코리아뉴스 - DBS동아방송 - GTN-TV - HKBC환경방송 - YBC연합방송 - KBC국정방송 - KDA뉴스 |

## 공식홈페이지
- 공식홈페이지